# Скалодром
Скалодром — искусственное сооружение для скалолазания, изобретённое скалолазом и инженером, французом Франсуа Савиньи (Francois Savigny, основателем компании Entre-Prises). Скалодром в зависимости от его вида и структуры частично или полностью имитирует рельеф скалы (тренажёр для скалолазания). В настоящее время существует многообразие скалодромов по степени сложности и имитации природных скал, материалов систем скальных панелей, а применяемость скалодрома распространяется от детских площадок до спорт-центров с профессиональными, полупрофессиональными и любительскими секторами сложности.
Скалодромы в зависимости от системы скальных панелей оснащаются внутренними «вставками» для закрепления болтами на лазательную поверхность специальных зацепов, многообразие которых позволяет варьировать лазательные характеристики скалодрома по уровням сложности, скорости и комфорту; некоторые виды зацепов имитируют характер наиболее популярных среди скалолазов скал во всем мире.
Скалодромы приобретают большее распространение в России вслед за Францией и другими странами Европы, где скалолазание традиционно более популярно. В Российской Федерации насчитывалось на ноябрь 2009 года около 270 скалодромов в 155 городах 67 регионов.